# Narycia negligat
Narycia negligat är en fjärilsart som beskrevs av Diakonoff 1955. Narycia negligat ingår i släktet Narycia och familjen säckspinnare. Inga underarter finns listade i Catalogue of Life.